# Blue Archive
Blue Archive (en hangul, 블루 아카이브; romanización revisada del coreano, Beullu akaibeu; en japonés: ブルーアーカイブ, romanizado: Burūākaibu) es un juego de rol desarrollado por Nexon Games (anteriormente NAT Games), una subsidiaria de Nexon. El videojuego es gratuito con mecánica de gacha. Fue lanzado por primera vez para Android e iOS por Shanghai Yostar (en China y Japón) en febrero de 2021 y en todo el mundo en noviembre de ese mismo año por Nexon. El sistema de combate de Blue Archive presenta un entorno 3D en tiempo real con personajes chibi.
Blue Archive tiene lugar en la ciudad académica de Kivotos. El jugador asume el papel de un maestro, llamado Sensei, que es convocado por la presidenta del Consejo General de Estudiantes, un comité que gestiona las escuelas, antes de su desaparición. La actividad delictiva aumenta tras su desaparición. Sensei tiene la tarea de resolver los problemas relacionados con Kivotos y ayudar a encontrar a la presidenta desaparecida.
Una adaptación de la serie de televisión de anime titulada Blue Archive: The Animation se estrenó el 7 de abril de 2024.

## Modo de juego
Blue Archive es un juego de rol que le permite al jugador formar y movilizar unidades de hasta 6 miembros (2 Especiales y 4 Strikers) para participar en varias campañas. Las fortalezas de los estudiantes se pueden mejorar de varias maneras, como aumentando sus niveles, armas, armaduras y habilidades. Se pueden reclutar más estudiantes a través del sistema gacha utilizando la moneda del juego, que se puede comprar a través de compras en la aplicación.
Las unidades se movilizan en un mapa hexagonal basado en turnos y la batalla se inicia cuando interactúan con un enemigo o viceversa. En combate, los Strikers marchan por un camino recto y ocasionalmente se encuentran con grupos de enemigos. Los atacantes disparan ataques automáticos y pueden esconderse detrás de objetos para disminuir sus posibilidades de ser golpeados. Los Especiales no se involucran en el combate directo, sino que aumentan las estadísticas de los Strikers y los apoyan desde la retaguardia. El jugador generalmente no tiene control sobre las batallas con la excepción de usar las habilidades de los estudiantes, cuyo uso cuesta una moneda regenerable. Tanto los estudiantes como los enemigos tienen ataques y defensas basados en piedra, papel o tijera, que determinan sus fortalezas y debilidades. Los estudiantes son rescatados por un helicóptero y no pueden participar en batallas posteriores si pierden toda su salud.

## Historia

### Escenario
Blue Archive tiene lugar en la ciudad académica de Kivotos, que fue establecida por la unión de miles de academias. La ciudad está dividida en distritos en su mayoría independientes, siendo la entidad más alta la presidenta del Consejo General de Estudiantes, un comité federal, que gobierna la ciudad desde la Torre Sanctum con acceso al registro de todos los estudiantes. Antes de los eventos del juego, la presidenta convoca al personaje del jugador, un maestro conocido como Sensei, para ser el asesor de Schale, una organización extrajudicial establecida por la propia presidenta. Luego procede a desaparecer, dando un resurgimiento a las actividades criminales y la presencia militar en la ciudad.

### Trama
Sensei es despertado por un miembro del Consejo General de Estudiantes, pero es interrumpido por 4 estudiantes que vinieron a informar sobre problemas que estaban ocurriendo en sus respectivas escuelas. Los 6 se van al edificio Schale para transferir el acceso desde la Torre Sanctum al Consejo Estudiantil. Una vez que llegan, Sensei recibe una tableta y, después de que una inteligencia artificial (IA) los autentique, se restauró el permiso de la torre al Consejo General de Estudiantes y Schale.

## Desarrollo
Yostar anunció el juego móvil en julio de 2020. Inicialmente programado para ser lanzado en 2020, su lanzamiento se trasladó al 4 de febrero de 2021. En agosto de 2021 se anunció una versión en inglés del juego, superando el millón de registros previos antes de su lanzamiento. Blue Archive fue lanzado en todo el mundo el 8 de noviembre del mismo año por Nexon.

## Anime

### ONA
Blue Archive tuvo 2 cortos tipo anime producidos por el estudio Yostar Pictures, y que se pueden encontrar en el canal oficial de YouTube del videojuego.
El primero se estrenó el 16 de julio de 2022 para celebrar los primeros 18 meses del juego, titulado New Summer Animation.
El segundo se estrenó el 21 de noviembre de 2022, titulado Beautiful Day Dreamer.
Un tercer episodio, 2.5th Anniversary Short Animation, inicialmente estaba programado para ser lanzado el 23 de julio de 2023, pero en una sesión de transmisión en vivo del 24 de diciembre se confirmó que finalmente se canceló debido a problemas de calidad.

### Serie de televisión
El 22 de enero de 2023, se anunció que el videojuego contará con una adaptación en formato de serie de televisión anime titulada Blue Archive: The Animation en la transmisión en vivo de su 2.° aniversario Blue Archive Live! Second Aniba SP! junto con un visual en su sitio web oficial. El anime adapta el arco del "Comité de Contramedidas". El elenco está retomando sus roles del juego.
Se estrenó el 7 de abril de 2024 en TV Tokyo y otras cadenas.